# أرون كونولي (لاعب كرة قدم أيرلندي)
أرون كونولي (بالإنجليزية: Aaron Connolly)‏ (مواليد 28 يناير 2000) هو لاعب كرة قدم أيرلندي يلعب كمهاجم في نادي برايتون أند هوف ألبيون.

## روابط خارجية
- أرون كونولي على موقع الاتحاد الدولي (مؤرشف)  (الإنجليزية)
- أرون كونولي على موقع الاتحاد الأوربي (الإنجليزية)
- أرون كونولي على موقع قاعدة بيانات كرة القدم.إي يو (الإنجليزية)
- أرون كونولي على موقع ناشيونال فوتبول تيمز (الإنجليزية)
- أرون كونولي على موقع Soccerbase.com (لاعب) (الإنجليزية)
- أرون كونولي على موقع Soccerway.com (الإنجليزية)
- أرون كونولي على موقع عالم كرة القدم.نت (الإنجليزية)